# Fierville-les-Mines
Fierville-les-Mines is een gemeente in het Franse departement Manche (regio Normandië) en telt 300 inwoners (2005). De plaats maakt deel uit van het arrondissement Cherbourg-Octeville.

## Geografie
De oppervlakte van Fierville-les-Mines bedraagt 7,4 km², de bevolkingsdichtheid is 40,5 inwoners per km².
De onderstaande kaart toont de ligging van Fierville-les-Mines met de belangrijkste infrastructuur en aangrenzende gemeenten.

## Demografie
Onderstaande figuur toont het verloop van het inwonertal (bron: INSEE-tellingen).

1. ↑  Populations de référence 2022.